# Motore Ford Duratorq
Il Ford Duratorq, chiamato anche DuraTORQ o TDCi, è il nome commerciale di una gamma di motori diesel di Ford, introdotto per la prima volta nel 2000 sulla Ford Mondeo II.

## Descrizione
Il primo progetto, denominato "Puma" durante il suo sviluppo sostituì la più vecchia unità "Endura-D" che era stata sviluppata nel 1984. 
Le versioni commerciali dell'unità "Puma" hanno sostituito le unità "York" di Ford usate nei Ford Transit e i veicoli di molti altre costruttoro - tra cui il "London Taxi". Altri motori simili, senza relazione con le unità in questa gamma, sono stati sviluppati in congiunzione con PSA. Questi motori si trovano in Ford, Peugeot, Citroën, Jaguar, Land Rover, Volvo e veicoli Mazda con denominazioni differenti.

## Motori
| Nome        | Famiglia     | Motore                                                      | Anno      | Caratteristiche                                                               | Modelli che l'utilizzano                                               |
| ----------- | ------------ | ----------------------------------------------------------- | --------- | ----------------------------------------------------------------------------- | ---------------------------------------------------------------------- |
| HDi/TDCi    | DLD          | 1.4 L (1399 cc)1.6 L (1560 cc)                              | 2002–oggi | I4 turbo, iniezione diretta common rail                                       | Ford Fiesta, Ford Focus, Mazda 3                                       |
| TDCi        | Endura-D     | 1.8 L (1753 cc)                                             | 1998–oggi | I4 turbo intercooler, iniezione diretta common rail, due valvole per cilindro | Ford Focus, Ford Mondeo, Ford Galaxy, Ford S-Max                       |
| HDi/TDCi 8v | EW/DW        | 2.0 L (1997 cc)                                             | 2004–oggi | I4 turbo intercooler, due valvole per cilindro                                | Ford Connect, Fiat/Lancia, Suzuki                                      |
| TDCi 16v    | ZSD ("Puma") | 2.0 L (1998 cc) 2.2 L (2198 cc) 2.4 L (2402 cc) 2.5 L 3.0 L | 1999–oggi | I4 turbo intercooler, iniezione diretta, quattro valvole per cilindro         | Ford Focus, Ford Mondeo, Ford Transit, Jaguar X-Type, LDV, London Taxi |
| DT17        | AJ           | 2.7 L (2720 cc)                                             | 1999–oggi | V6 turbo intercooler, iniezione diretta                                       | Jaguar S-Type, Jaguar XJ, Land Rover, Peugeot/Citroën                  |
| ?           | AJ           | 3.6 L (???? cc)                                             | 2006–oggi | V8 turbo intercooler, iniezione diretta                                       | Jaguar S-Type, Land Rover                                              |